# Cheilodipterus intermedius
Cheilodipterus intermedius és una espècie de peix pertanyent a la família dels apogònids.

## Descripció
- Pot arribar a fer 20 cm de llargària màxima.
- 6-7 espines i 9 radis tous a l'aleta dorsal i 2 espines i 8 radis tous a l'anal.
- Es distingeix de Cheilodipterus macrodon per tindre ratlles fosques més estretes.[2]
- És similar a Cheilodipterus heptazona però sense el color groc al musell i a Cheilodipterus octolineatus sense la punta de color negre a l'aleta dorsal.
- Els exemplars joves presenten una gran àrea groga al peduncle caudal amb un petit punt negre al seu centre.[3]

## Hàbitat
És un peix marí, associat als esculls i de clima tropical que viu entre 1 i 20 m de fondària sobre fons de sorra o fang.

## Distribució geogràfica
Es troba al Pacífic occidental: el Vietnam, les illes Ryukyu, Palau, Papua Nova Guinea, Salomó i la Gran Barrera de Corall.

## Observacions
És inofensiu per als humans.